# Jakob Sprenger
Jakob Sprenger (1435 Rheinfelden, Přední Rakousy – 6. prosince 1495 Štrasburk) byl kněz a údajný spoluautor spisu Malleus maleficarum (Kladiva na čarodějnice).

## Život
V sedmnácti letech byl přijat mezi dominikány. Později se stal horlivým reformátorem uvnitř řádu. V letech 1472–1488 působil jako převor konventu v Kolíně nad Rýnem. V roce 1474 zde založil největší německé Růžencové bratrstvo. Patřili do něj dokonce i císař Fridrich III. a jeho syn Maxmilián I.
V Kolíně byl také v roce 1480 jmenován děkanem teologické fakulty Kolínské univerzity. Výuková místnost bývala při jeho přednáškách přeplněna posluchači. Následujícího roku byl Sprenger jmenován do pozice inkvizitora pro oblast Mohučska, Trevírska a Kolínska.

## Spojení s Malleus maleficarum
K rozšíření názoru o Sprengerově spoluautorství na spisu Malleus maleficarum přispěla papežská bula Summis desiderantes affectibus papeže Inocence VIII. z roku 1484. Papež v ní Sprengera žádá, aby pomáhal Heinrichu Kramerovi v jeho práci.
Všechna vydání knihy po roce 1519 už uvádějí Sprengera za Kramerova spoluautora.
Odborníci nyní uvádějí, že Sprenger se o čarodějnice nezajímal a nemůže proto být spojován s jakýmkoliv čarodějnickým procesem. Jeho osobní vztah ke Kramerovi byl zatrpklý a využíval svého postavení k tomu, aby Kramerovi značně ztěžoval jeho práci i život.  Někteří badatelé se tedy domnívají, že Sprengerovo spojení s Malleus maleficarum je pouze výsledkem Kramerových snah propůjčit knize co nejvíce autority. 
Novější výzkum však ukazuje, že i když hlavním autorem knihy byl Kramer, Sprenger se na jejím vytváření také podílel, a to minimálně tím, že do první části spisu přispěl teoretickým materiálem.